# Ceriagrion indochinense
Ceriagrion indochinense är en trollsländeart som beskrevs av Syoziro Asahina 1967. Ceriagrion indochinense ingår i släktet Ceriagrion och familjen dammflicksländor. IUCN kategoriserar arten globalt som livskraftig. Inga underarter finns listade i Catalogue of Life.